# Rosalie de Constant

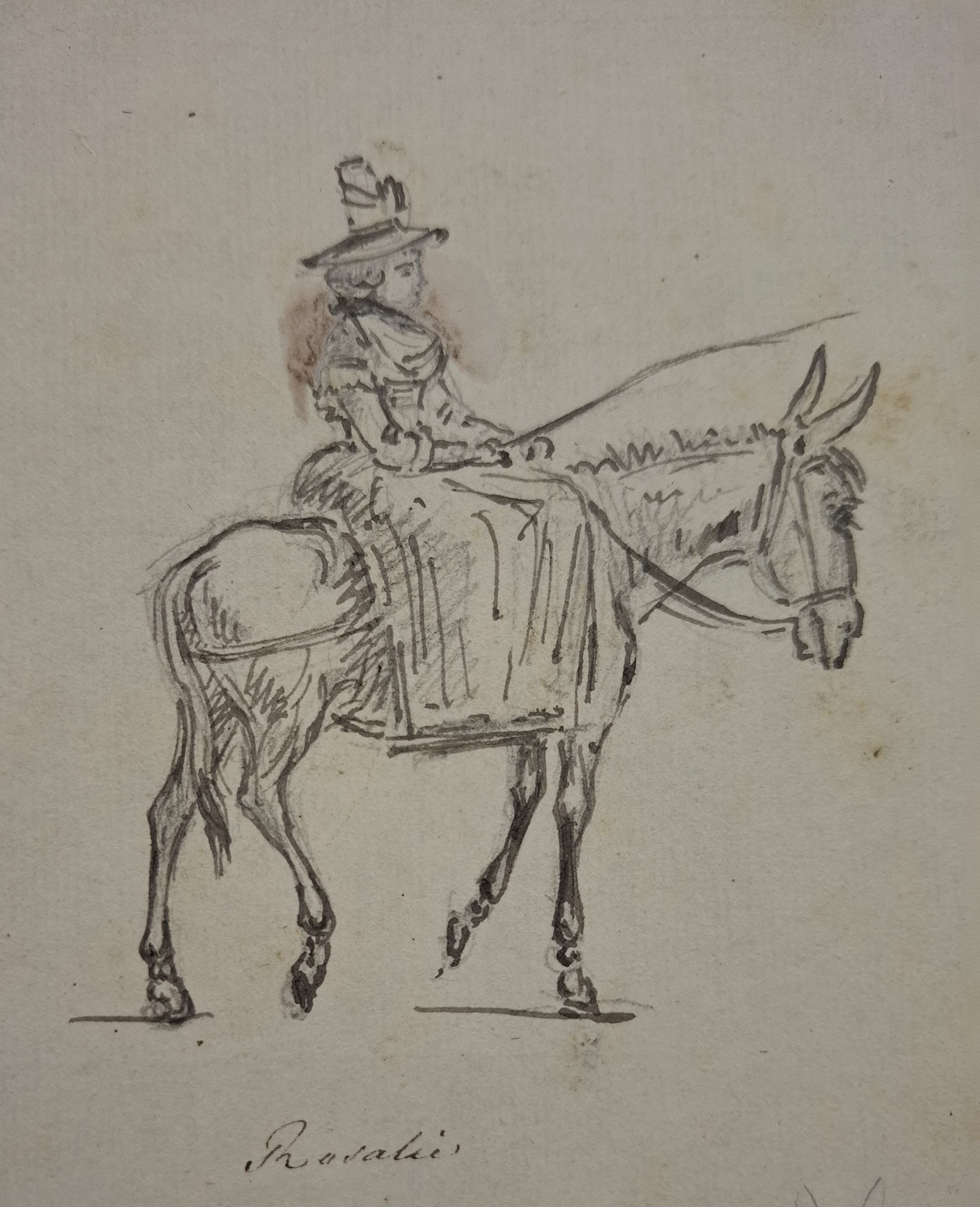
Rosalie Constant, gezeichnet von Jean-Victor Constant de Rebecque (etwa 1794)

Rosalie de Constant (* 31. Juli 1758 in Genf; † 27. November 1834 ebenda; heimatberechtigt in Lausanne) war eine Schweizer Zeichnerin und Botanikerin.

## Leben
Rosalie de Constant war eine Tochter von Samuel de Constant und Charlotte Pictet. Sie war eine Schwester von Charles de Constant und eine Cousine von Benjamin de Constat. Nach dem Tod ihrer Mutter im Jahr 1766 wuchs Constant in Genf auf. Ihre Behinderung, die sie sich bei einem Sturz zugezogen hatte, liess sie in den Jahren 1772 und 1773 in Paris vom Arzt Théodore Tronchin erfolglos behandeln. Sie lebte mehrere Jahre in Lausanne, unter anderem bei ihrer Verwandten Angélique de Charrière-Bavois. Diese war für ihre literarischen Samstage berühmt. 
Constant war eine grosse Briefschreiberin. Sie korrespondierte vor allem mit ihrem Bruder Charles. Diesem berichtete sie 1798 aus dem revolutionären Lausanne. Weitere Briefkontakte unterhielt sie zu ihrem Cousin Benjamin, Bernardin de Saint-Pierre und der Romanschriftstellerin Madame de Duras. Die meiste Zeit ihres Lebens widmete sie den Zeichnungen, die sie von ihrem Herbarium anfertigte. Sie schuf ein über 1200 Blatt umfassendes Werk. Dieses ist bislang nur bruchstückhaft veröffentlicht.